# Canton (Texas)
Canton è un comune (city) degli Stati Uniti d'America e capoluogo della contea di Van Zandt nello Stato del Texas. La popolazione era di 3.581 abitanti al censimento del 2010. Si trova circa 60 miglia (97 km) ad est di Dallas.

## Geografia fisica
Canton è situata a 32°33′13″N 95°52′00″W (32.553576, -95.866710).
Secondo lo United States Census Bureau, la città ha una superficie totale di 16,47 km², dei quali 15,26 km² di territorio e 1,21 km² di acque interne (7,37% del totale).

## Società

### Evoluzione demografica
Secondo il censimento del 2010, la popolazione era di 3.581 abitanti.

### Etnie e minoranze straniere
Secondo il censimento del 2010, la composizione etnica della città era formata dal 91,06% di bianchi, il 2,26% di afroamericani, l'1,14% di nativi americani, l'1,03% di asiatici, lo 0,11% di oceanici, l'1,79% di altre razze, e il 2,6% di due o più etnie. Ispanici o latinos di qualunque razza erano il 7,32% della popolazione.